# Finance and Revenue FC
El Finance and Revenue Football Club es un equipo de fútbol de Birmania que juega en la Liga Premier de Myanmar, la liga de fútbol más importante del país.

## Historia
Fue fundado en el año 1924 en la capital Rangún y es operado por el Ministerio de Finanzas e Ingresos de Myanmar, siendo el equipo más exitoso del país en la desaparecida Liga Premier de Myanmar con 9 títulos de Liga entre 1996 y 2008.
Nace la Liga Nacional de Myanmar, la primera Liga de fútbol profesional del país, pero no incluye equipos pertenecientes a organismos de Gobierno, por lo que dejó de participar en ellos.
A nivel intrernacional participó en 2 torneos continentales, donde su mejor participación ha sido en la Copa de Clubes de Asia del año 1998, en la que fue eliminado en los cuartos de final por el Pohang Steelers de Corea del Sur, el Dalian Wanda de China y el Kashima Antlers de Japón.

## Palmarés
- Liga Premier de Myanmar: 9

1996, 1997, 1999, 2000, 2002, 2003, 2004, 2005, 2006
- Copa de Myanmar: 1

2009

## Participación en competiciones de la AFC
- Copa de Clubes de Asia: 2 apariciones

1998 - Cuartos de final
1999 - Segunda Ronda